# Coupray
Coupray is een gemeente in het Franse departement Haute-Marne (regio Grand Est) en telt 180 inwoners (2005). De plaats maakt deel uit van het arrondissement Chaumont.

## Geografie
De oppervlakte van Coupray bedraagt 11,9 km², de bevolkingsdichtheid is 15,1 inwoners per km².
De onderstaande kaart toont de ligging van Coupray met de belangrijkste infrastructuur en aangrenzende gemeenten.

## Demografie
Onderstaande figuur toont het verloop van het inwonertal (bron: INSEE-tellingen).